# اختطاف زامفارة
اختطاف زامفارة كان اختطافًا جماعيًا للطالبات في جانغيبي (دينغيبي أيضًا) في ولاية زامفارة شمال نيجيريا. في 26 فبراير 2021 تم اختطاف 279 فتاة تتراوح أعمارهن بين 12 و17 عامًا من قبل قطاع طرق مسلحين، الذين داهموا المدرسة الحكومية الثانوية للبنات العلمية، وهي مدرسة داخلية. تم إطلاق سراح الطلاب بعد ذلك.
يعد هذا ثاني اختطاف مدرسي في نيجيريا خلال عام 2021، وحدث بعد تسعة أيام من اختطاف كاجارا، حيث تم اختطاف أكثر من 40 شخصًا في مداهمة مدرسة حكومية في ولاية نيجر، والثالث في أقل من ثلاثة أشهر.

## خلفية
أصبح احتجاز أطفال المدارس كرهائن للحصول على فدية أمرًا شائعًا إلى حد ما في نيجيريا. كثيراً ما تستهدف الجماعات الإجرامية المسلحة التي وصفتها الحكومة بـ «قطاع الطرق» السكان المحليين والسكان ذوي الدخل المنخفض مقارنة بالمواطنين الأجانب أو رجال الأعمال الأثرياء. نظرًا لأن معظم الناس سيدفعون طواعية لإنقاذ أطفالهم، فإنه يوفر مصدر دخل ثابتًا لهذه المجموعات. إشراك الأطفال يكتسب أيضًا دعاية لهذه الجماعات من خلال الشهرة، فضلاً عن ضبط النفس من الإجراءات القاسية من قبل الحكومة. تشمل القضايا البارزة اختطاف شيبوك من قبل جماعة بوكو حرام في عام 2014. بين عامي 2011 و2020 أنفق النيجيريون حوالي 18 مليون دولار أمريكي كفديات، مع إنفاق معظمها في النصف الأخير من العقد. كما تم تنفيذ عمليات الاختطاف من قبل جماعة أخرى تسمى ولاية غرب أفريقيا الإسلامية التابعة للدولة الإسلامية.
قبل تسعة أيام من هذا الحادث تم اختطاف ما لا يقل عن 42 شخصًا، من بينهم 27 طالبًا و3 مدرسين و9 أفراد من أسرة واحدة، وقتل طالب واحد في مداهمة مدرسة حكومية في عملية اختطاف في كاجارا بولاية نيجر في منطقة الحزام الأوسط بنيجيريا. منذ ذلك الحين تم إطلاق سراح الرهائن من خطف كاجارا.

## الخطف
وقعت الغارة في 26 فبراير 2021 عندما وصل أكثر من 100 مهاجم مسلحين بالبنادق إلى مدرسة البنات الحكومية الثانوية للعلوم في جانجبه ولاية زامفارة في الساعة 01:00 بالتوقيت المحلي. بحسب سكان محليين فقد مكث المسلحون في المدرسة لساعات قبل أن يفروا مع أطفال المدارس. كما ورد أن المسلحين هاجموا معسكرًا عسكريًا قريبًا ونقطة تفتيش لمنع التدخل العسكري أثناء الغارة. وقد تردد أن بعض الخاطفين كانوا يرتدون زي قوات الأمن. طريقة النقل متنازع عليها حيث قال بعض الشهود إن اللصوص وصلوا في سيارات صغيرة ودراجات نارية، بينما يزعم آخرون أنهم وصلوا سيرًا على الأقدام. أطلق المسلحون أعيرة نارية في الهواء، لكن لا يزال من غير الواضح ما إذا كان ذلك لتخويف السكان المحليين أو الاشتباك. وردت أنباء عن مقتل ضابط شرطة. تم نقل أطفال المدارس من قبل الخاطفين إلى غابة دانغولبي القريبة، والتي من المعروف أن العديد من الجماعات الإجرامية تعمل فيها. وقال مدرس لبي بي سي إنه من بين 421 طالبًا في المدرسة في ذلك الوقت، تم تعداد 55 فقط. حاليًا لم تعلن أي جماعة مسؤوليتها عن الاختطاف. وقالت منظمة العفو الدولية إن الحادث يرقى إلى مستوى جريمة حرب.
فيما بعد قال أحد تلاميذ المدرسة لرويترز إن الخاطفين أجبروهم على المشي وحملوا من لا يستطيعون وضربوهم ببنادقهم لإجبارهم على التحرك. تم الإبلاغ في البداية عن اختطاف 317 فتاة من المدرسة. وأوضح المتحدث باسم ولاية زامفارة سليمان تاناو أنكا لاحقًا أن بعض الفتيات قد هربن إلى الأدغال وقت الهجوم، وأن 279 فتاة قد اختطفن من قبل المهاجمين.

## ما بعد الحادثة
أعلنت قوة شرطة الولاية أنها ستجري عملية بحث وإنقاذ، وأنه تم نشر ضباط ووحدة عسكرية في جانغيبي للبحث عن الفتيات. أغلقت ولاية زامفارة جميع المدارس الداخلية، وصرح اتحاد المعلمين النيجيري والرابطة الوطنية للطلاب النيجيريين أنهم مستعدون لإغلاق المدارس. أقام سكان جانغيبي حواجز على الطرق في أعقاب الاختطاف وهاجموا المركبات القادمة باستخدام العصي والحجارة. أُجبر مراسلو ديلي ترست على مغادرة المنطقة بعد أن رجم القرويون سياراتهم بالحجارة، وأصيب أحدهم في الرأس.
وصف محمدو بوهاري رئيس نيجيريا عملية الاختطاف بأنها «غير إنسانية وغير مقبولة على الإطلاق» وأن إدارته «لن تستسلم لابتزاز قطاع الطرق الذين يستهدفون طلاب المدارس الأبرياء في انتظار دفع فدية ضخمة». قال حاكم ولاية زامفارة: «أود أن أؤكد للجميع أننا ملتزمون تمامًا بضمان الإنقاذ السريع لطالبات المدارس العزيزات». وقد أدانت اليونيسف ومنظمة إنقاذ الطفولة هذا الحدث.

## الإفراج عن الطلاب
في 2 مارس 2021 أعلن حاكم الولاية بيلو ماتوال عبر تويتر أنه تم إطلاق سراح الفتيات وأنهن الآن في مقرات حكومية في انتظار لم شملهن مع عائلاتهن. بحسب ما ورد كانت السلطات على اتصال مع قطاع الطرق، إلا أن ماتوال ذكرت أنه لم يتم دفع أي فدية مقابل إطلاق سراحهم. صرح مفوض شرطة ولاية زامفارة أبوتو يارو أن عملية السلام التي قادتها الحكومة أسفرت عن إطلاق سراح الفتيات. تشير العديد من المصادر أيضًا إلى أنه تم الاتصال بـ «قطاع الطرق التائبين» للتواصل مع رفاقهم السابقين من أجل تسهيل الإفراج. لم تكن معظم الفتيات مصابات بأذى وقت إطلاق سراحهن، إلا أن ما يقرب من 12 فتاة احتاجن إلى العلاج في المستشفى. أصيب كثيرون في أقدامهم بسبب المشي وهن حافيات القدمين.
صرح الرئيس النيجيري محمد بخاري بأنه «سعيد لأن محنتهم وصلت إلى نهاية سعيدة دون وقوع أي حوادث»، وأن أنباء إطلاق سراحهم جلبت له «فرحة غامرة». ستستمر الشرطة في ملاحقة الخاطفين.